# Trichophysetis nesias
Trichophysetis nesias är en fjärilsart som beskrevs av Edward Meyrick 1886. Trichophysetis nesias ingår i släktet Trichophysetis och familjen Crambidae. Inga underarter finns listade i Catalogue of Life.